# Pablo Ignacio Calandria
Pablo Calandria (Ituzaingó (Buenos Aires), 15 de març de 1982) és un futbolista argentí, que ocupa la posició de davanter. Ha estat internacional amb les categories inferiors del seu país.
Sorgeix a CA Huracán, però ben prompte marxa a la lliga francesa per jugar amb l'Olympique de Marsella, que el cedeix al Lens i al Màlaga CF. Roman a la competició espanyola per jugar posteriorment amb altres equips, com el CD Leganés, l'Sporting de Gijón, l'Hèrcules CF i l'Albacete Balompié.
El 2008 retorna al seu país per militar al Gimnasia de Jujuy primer i al Atlético Tucumán després.